# Skrull
Skrull je stará jednotka objemu používaná v Norsku.
Převodní vztahy:
- 1 skrull = 3,04 l = 1/3 breddsettung = 1/4 settung